# Хлорид кобальта(III)
Хлори́д ко́бальта(III) (трихлори́д ко́бальта) — неорганическое соединение,
соль кобальта и соляной кислоты с формулой CoCl3,
красные кристаллы,
растворяется в воде,
образует кристаллогидраты.

## Физические свойства
Хлорид кобальта(III) образует красные кристаллы.
С аммиаком образует аддукты вида CoCl3·n NH3, где n = 4, 5 и 6,
а также CoCl3·3NH3·H2O и CoCl3·5NH3·H2O.
Растворяется в воде.
Образует кристаллогидрат состава CoCl3·6H2O.

## Химические свойства
Хлорид кобальта(III) образует с аммиаком соединения следующего состава: CoCl3·6NH3; CoCl3·5NH3·H2O; CoCl3·5NH3; CoCl3·4NH3.

## Токсичность
Трихлорид кобальта растворим и весьма ядовит (как и другие соединения кобальта). Является канцерогеном.